# ISO 3166-2:GR
Kódy ISO 3166-2 pro Řecko identifikují 1 autonomní region a 13 administrativních regionů (stav v roce 2016). První část (GR) je mezinárodní kód pro Řecko, druhá část sestává ze dvou čísel identifikujících autonomní region či písmena v případě administrativních regionů.

## Seznam kódů
```
GR-A 
Východní Makedonie a Thrákie

GR-I 
Attika

GR-G 
Západní Řecko

GR-C 
Západní Makedonie

GR-F 
Jónské ostrovy

GR-D 
Epirus

GR-B 
Střední Makedonie

GR-M 
Kréta

GR-L 
Jižní Egeis

GR-J 
Peloponés

GR-H 
Střední Řecko

GR-E 
Thesálie

GR-K 
Severní Egeis

GR-69 autonomní region 
Athos
```